# Manaquiri (ort)
Manaquiri är en ort i delstaten Amazonas i norra Brasilien. Den är huvudort för en kommun med samma namn och folkmängden uppgick till cirka 7 000 invånare vid folkräkningen 2010. 